# 香川県立聴覚支援学校
香川県立聴覚支援学校（かがわけんりつ ちょうかくしえんがっこう）は、香川県高松市太田上町にある県立聴覚支援学校。聴覚障害のある乳児・幼児・児童・生徒が学ぶ。

## 設置学部
- 幼稚部
- 小学部
- 中学部
- 高等部
  - 普通科
  - 理容科
  - 産業工芸科
  - 被服科

## 歴史
- 1910年（明治43年） - 香川県盲唖教育会として開校。
- 1924年（大正13年） - 県に移管となり、香川県立盲学校、聾唖学校と改称。
- 1948年（昭和23年） - 香川県立盲学校と香川県立聾学校に分離。小学部・中学部・高等部（木材工芸科・被服科）を設置。
- 1954年（昭和29年） - 現在地に移転・新築。
- 1957年（昭和32年） - 理容科を設置。
- 1964年（昭和39年） - 幼稚部を設置。
- 2005年（平成17年） - 高等部に普通科を設置。
- 2023年（令和5年）4月1日 - 香川県立聴覚支援学校に校名変更[1]。

## アクセス
- 高松琴平電気鉄道 太田駅 から徒歩約7分
- 高松自動車道 高松西ICから約20分